# Hochmölbinghütte
Die Hochmölbinghütte ist eine Schutzhütte der Sektion Graz des Österreichischen Touristenklubs. Sie wird von ca. Mitte Juni bis Mitte Oktober bewirtschaftet und liegt im östlichen Teil des Toten Gebirges im steirischen Salzkammergut in Österreich auf 1687 m ü. A. Höhe auf der Niederhüttenalm im Gemeindegebiet von Wörschach.

## Tourenmöglichkeiten
Die Hütte ist Etappenziel am Salzsteigweg 09, einem Weitwanderweg vom Sternstein im Böhmerwald nach Arnoldstein in Kärnten.

### Zustiege
- vom Schönmoos (Parkplatz auf 1100 m) in ca. 1¾ Stunden
- von Wörschach, Ortsmitte (734 m) in ca. 3½ Stunden
- von Weißenbach bei Liezen (654 m) in ca. 3½ Stunden
- von Wörschach, Ortsmitte (734 m) über die Wörschachklamm in ca. 4 Stunden
- von Tauplitz,  (896 m) in ca. 4½ Stunden
- von Hinterstoder, ab ehemaliger Talstation Bärenalm über die Türkenkarscharte (1734 m) in ca. 5½ Stunden

### Gipfelbesteigungen
- Hochmölbing (2366 m) in ca. 2½ Stunden
- Kleinmölbing (2160 m) in ca. 1½ Stunden
- Raidling (1912 m) in ca. ½ Stunden

### Übergänge
- zur Liezener Hütte (1762 m) in ca. ½ Stunde
- zur Spechtenseehütte (1060 m) in ca. 2½ Stunden
- zu den Hutterer Böden (Hinterstoder) (ca. 1400 m) in ca. 6 Stunden, versicherter Klettersteig am Schrockengrat